# Chiesa del Sacro Cuore di Gesù (Bortigali)
La chiesa del Sacro Cuore di Gesù è una chiesa campestre situata in località Padru Mannu, in territorio di Bortigali, centro abitato della Sardegna nord-occidentale. Consacrata al culto cattolico, fa parte della parrocchia di Santa Maria degli Angeli, diocesi di Alghero-Bosa.